# Camp Three (Montana)
Camp Three és una concentració de població designada pel cens dels Estats Units a l'estat de Montana. Segons el cens del 2000 tenia 138 habitants.

## Demografia
Segons el cens del 2000, Camp Three tenia 138 habitants, 77 habitatges, i 35 famílies. La densitat de població era de 12,1 habitants per km².
Dels 77 habitatges en un 11,7% hi vivien nens de menys de 18 anys, en un 39% hi vivien parelles casades, en un 3,9% dones solteres, i en un 54,5% no eren unitats familiars. En el 45,5% dels habitatges hi vivien persones soles el 20,8% de les quals corresponia a persones de 65 anys o més que vivien soles. El nombre mitjà de persones vivint en cada habitatge era d'1,79 i el nombre mitjà de persones que vivien en cada família era de 2,49.
Per edats la població es repartia de la següent manera: un 11,6% tenia menys de 18 anys, un 6,5% entre 18 i 24, un 23,2% entre 25 i 44, un 34,8% de 45 a 60 i un 23,9% 65 anys o més.
L'edat mediana era de 51 anys. Per cada 100 dones de 18 o més anys hi havia 100 homes.
La renda mediana per habitatge era de 17.212 $ i la renda mediana per família de 30.714 $. Els homes tenien una renda mediana de 18.636 $ mentre que les dones 13.750 $. La renda per capita de la població era d'11.767 $. Aproximadament l'11,9% de les famílies i el 20,3% de la població estaven per davall del llindar de pobresa.

## Poblacions més properes
El següent diagrama mostra les poblacions més properes.